# Bristol LH
Der Bristol LH war ein von Bristol Commercial Vehicles in England gebautes Chassis für Omnibusse. Der Typ wurde zwischen 1967 und 1982 gebaut. Die Typenbezeichnung stand dabei für Light Horizontal (leichter Bus mit horizontal eingebautem Motor). Er löste den Bristol SU und den Bristol MW ab. Nachfolger war der Leyland National, der alle im Konzernverbund hergestellten Eindeckerbusse ersetzen sollte. Der Bristol LH war das letzte Chassis für Eindeckerbusse, das von Bristol Commercial hergestellt wurde.
Angeboten wurde der Bristol LH in der Normalausführung mit 10 m Länge. Daneben wurde noch die verkürzte Ausführung LHS (Short) mit 8 m und die verlängerte Ausführung LHL (Long) mit 11 m Länge angeboten, die Normalausführung wurde jedoch von den meisten Buslinienbetreibern nachgefragt. Aufgrund der Größenbeschränkung für Busse wurde der Bristol LH zunächst mit einer Breite von 7 Fuß (Einheit) und 6 Zoll gebaut, nach Aufhebung der Beschränkung wurden auch 8 Fuß 2 Zoll breite Busse gebaut.
Motorisiert war der Bus mit verschiedenen Motoren, alle waren Sechszylinder-Dieselmotoren mit Direkteinspritzung. Angeboten wurden zunächst der H6.354 von Perkins Engines und der O.400 von Leyland Motors. Der H6.354 hatte einen Hubraum von 5,8 l und leistete 101 bhp. Leyland hatte 1965 einen fünfundzwanzigprozentigen Anteil an der Transport Holding Company erworben, zu der auch Bristol Commercial gehörte. Später wurde der O.400 durch den ebenfalls von Leyland gebauten O.401 abgelöst. Dieser Motor erreichte bei 6,54 l Hubraum maximal 138 bhp. Verwendet wurde ein manuell zu schaltendes, synchronisiertes Fünfganggetriebe mit Overdrive im fünften Gang. Die Getriebe kamen meist von Turner Clarke. Einige für London Transport gebaute Busse bekamen auch ein halbautomatisches Getriebe und eine Servolenkung, die anderen Betreiber beschafften jedoch Busse ohne servounterstützte Lenkung. Obwohl Bristol Commercial Vehicles selbst ein bedeutender Hersteller von Nutzfahrzeugmotoren war, wurde kein einziger Bus mit einem Bristol-Motor ausgerüstet. Wie auch beim Bristol MW saß der Motor unterflur in der Mitte des Fahrgestells. Auch beim Bristol RH führte der relativ hoch bauende Motor dazu, dass im Eingang der Busse Stufen vorhanden waren. Die Eingangstür konnte im vorderen Überhang angeordnet werden. Dies ermöglichte den kostensparenden Einmannbetrieb, da der Fahrer so auch das Abkassieren der Fahrgäste beim Einsteigen übernehmen konnte. Der Kühler war stehend auf der Front des Chassis angeordnet. Abgefedert wurde der Bus mit halbelliptischen Blattfedern, obwohl Bristol Commercial schon ab 1962 für den Bristol MW eine Luftfederung als Option angeboten hatte.
Auf das von Bristol gelieferte Fahrgestell wurden Aufbauten verschiedener Karosseriebauunternehmen gesetzt. Diese Bauweise war zur damaligen Zeit üblich, da die Aufbauten den Wünschen und Vorstellungen der verschiedenen Buslinienbetreiber besser angepasst werden konnten. Karosseriert wurde der Bus als Reisebus (englisch: coach), als Stadtbus (englisch: bus) und als Mehrzweckbus. Diese in England als dual purpose bezeichneten Mehrzweckbusse waren zur damaligen Zeit relativ weit verbreitet, konnten sie doch während der Arbeitswoche im Linienverkehr und zu verkehrsschwachen Zeiten im Ausflugsverkehr eingesetzt werden. Die Aufbauten für die Stadtbusse  kamen meist von den Eastern Coach Works (ECW), die mit Bristol Commercial über die gemeinsame Holdinggesellschaft Transport Holding Company verbunden waren. Für Reisebusse wurden Aufbauten von Plaxton bevorzugt. Andere Hersteller von Aufbauten waren Walter Alexander Coachbuilders, Duple Coachbuilders, Marshall und Northern Counties. Der LHS hatte sowohl als Reisebus als auch als Stadtbus 26 bis 35 Sitzplätze, als Mehrzweckbus bot ECW Aufbauten mit 27, 29 und 30 Sitzplätzen an, während Marshall zwei Busse mit 29 Plätzen und Duple zwei weitere mit 31 Sitzplätzen absetzen konnte. Der LHL bot als Reisebus bis zu 53 Sitzplätze, als Stadtbus bis zu 55 und als Mehrzweckbus bis zu 49. Von 1975 bis 1982 karosserierte Vanplan acht Fahrzeuge als Lieferwagen. Bei der Normalausführung waren der einundvierzigsitzige Reisebusaufbau von Plaxton und der dreiundvierzigsitzige Busaufbau von ECW am weitesten verbreitet, die von Alexander in Belfast gefertigten Busaufbauten für Ulsterbus hatten 45 Sitzplätze.
Der Bus löste bei vielen Betreibern den AEC Reliance ab, war aber beim Personal nicht sonderlich beliebt. Der Bus litt im Betrieb unter undichten Ventilsitzen, Überhitzung und Leckagen.  London Transport setzte den Bristol LH in mehreren Versionen ein. Dabei verwendete London Transport eigene Baureihenbezeichnungen. Als BS wurde der LHS in der schmalen Ausführung bezeichnet, als BL der schmale LHL. London Country beschaffte darüber hinaus noch einige LH in der Normalausführung, der BN war dabei die schmale Version, der BL die breitere. Bei London Transport  löste der Bristol LH den Ford Transit mit Busaufbau ab, der auf Strecken mit geringem Verkehrsaufkommen und schmalen Straßen zum Einsatz kam. Der BS bekam für diese Einsätze auch ein Sechsganggetriebe eingebaut. Eingesetzt ab 1975, wurde der BS bei London Transport schon ab 1976 durch den größeren BL mit Automatikgetriebe abgelöst. Die schmalen Busse wurden nicht nur wegen der engen Straßen auf einigen Strecken beschafft, ein weiterer Grund waren die für andere Busse zu schmalen Wartungsboxen im Depot Kingston garage in Surrey. Der eigentlich als universell einsetzbarer Bus konzipierte Leyland National konnte hier aus diesen Gründen nicht eingesetzt werden. London Transport beschaffte 17 BS und 95 BL, von denen 1986 noch 38 im Einsatz waren. London Country beschaffte den Bus als Ersatz für den AEC Reliance, obwohl er nicht dessen Spezifikation entsprach. Jedoch war das Angebot an kleineren Eindeckerbussen vor Erscheinen des Dennis Dart beschränkt – der Bristol LH war zu dieser Zeit der einzige größere Bus, der in schmaler Ausführung angeboten wurde, so dass London Country auf ihn zurückgriff. Beschafft wurde der Bus in der normal langen Ausführung in 67 Exemplaren, davon 44 in der schmaleren Version.
Insgesamt wurden fast 2000 Busse gebaut, davon 1505  LH, 174 LHL und 308 LHS. Gegenwärtig befinden sich noch einige wenige Busse im ÖPNV auf Malta im Einsatz.

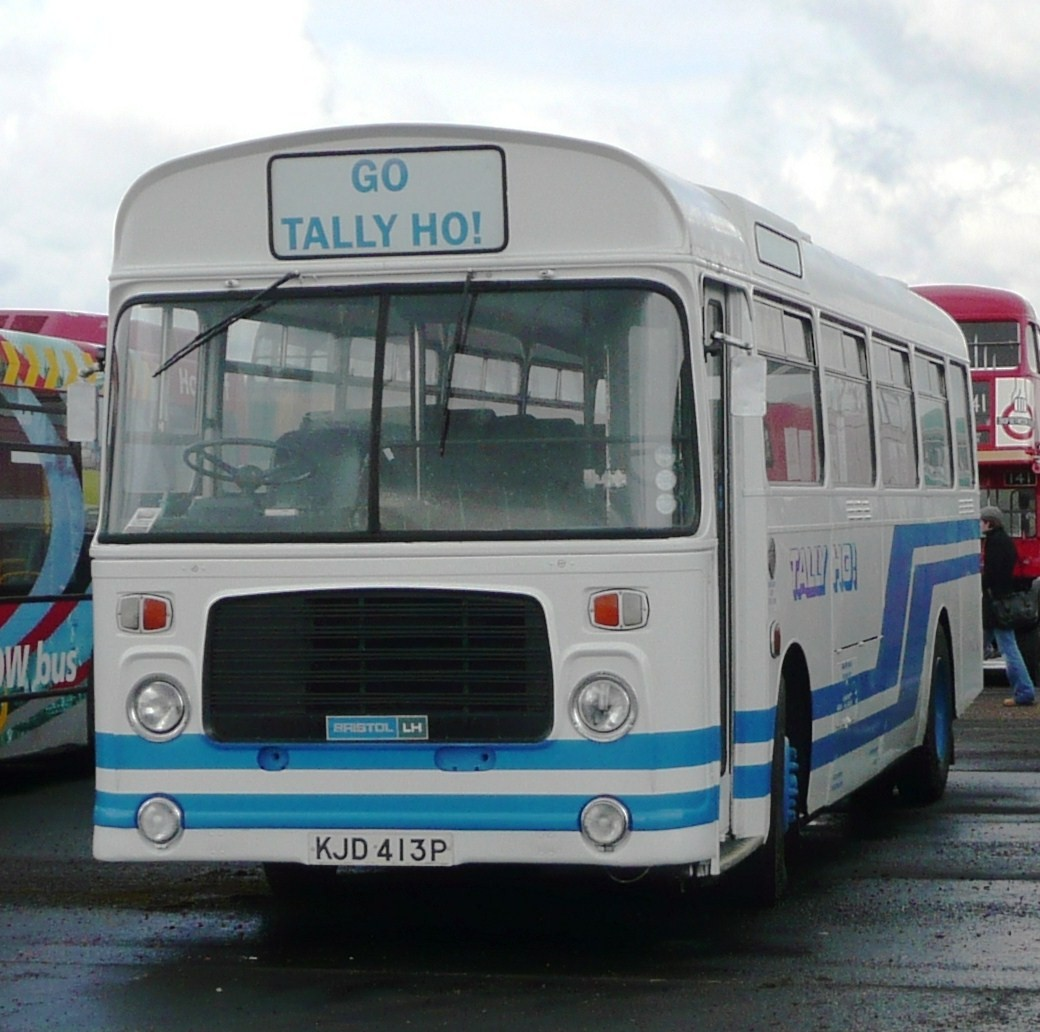
Bristol LH6L mit Stadtbusaufbau von ECW
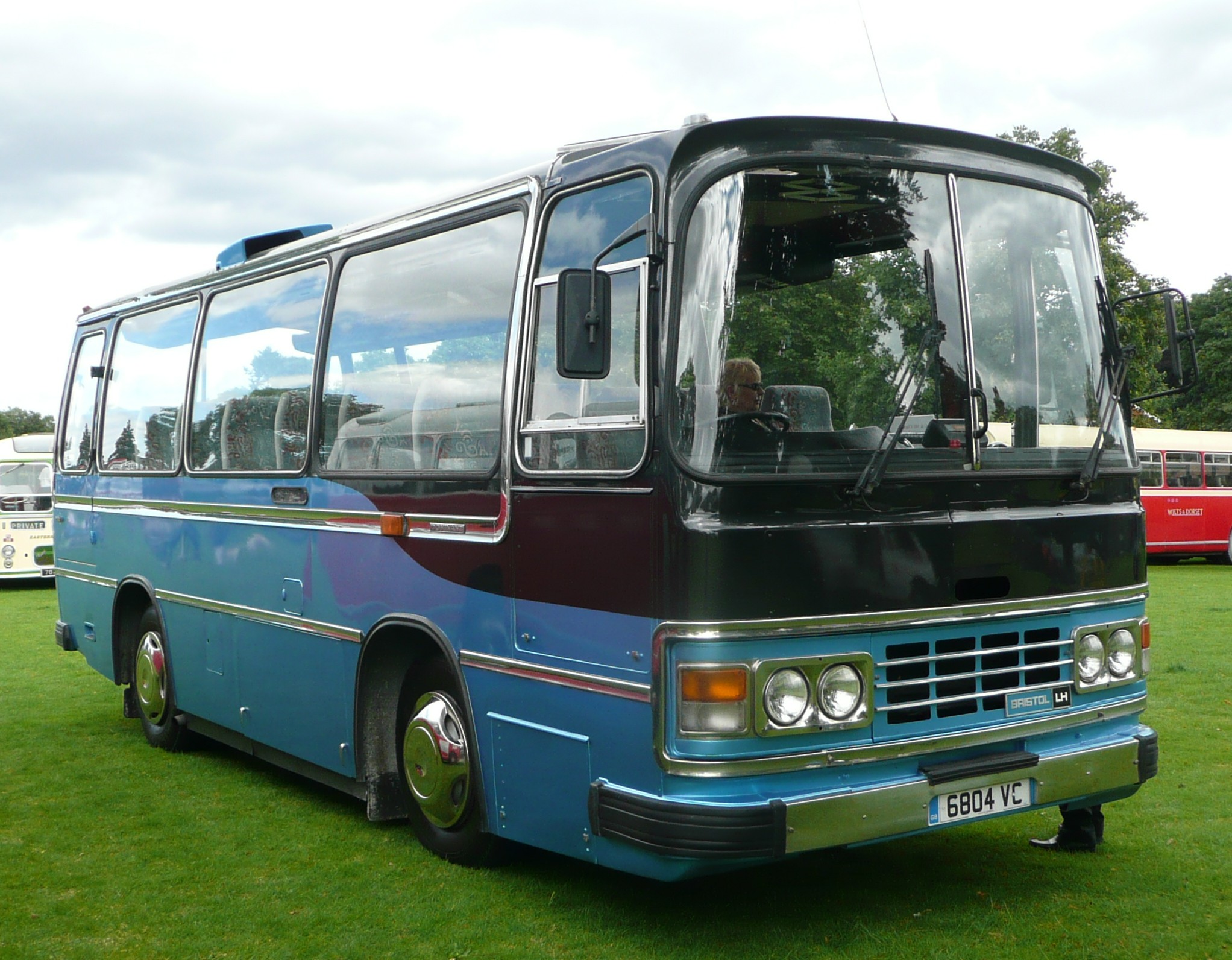
Bristol LHS mit Dominant-Reisebusaufbau von Duple
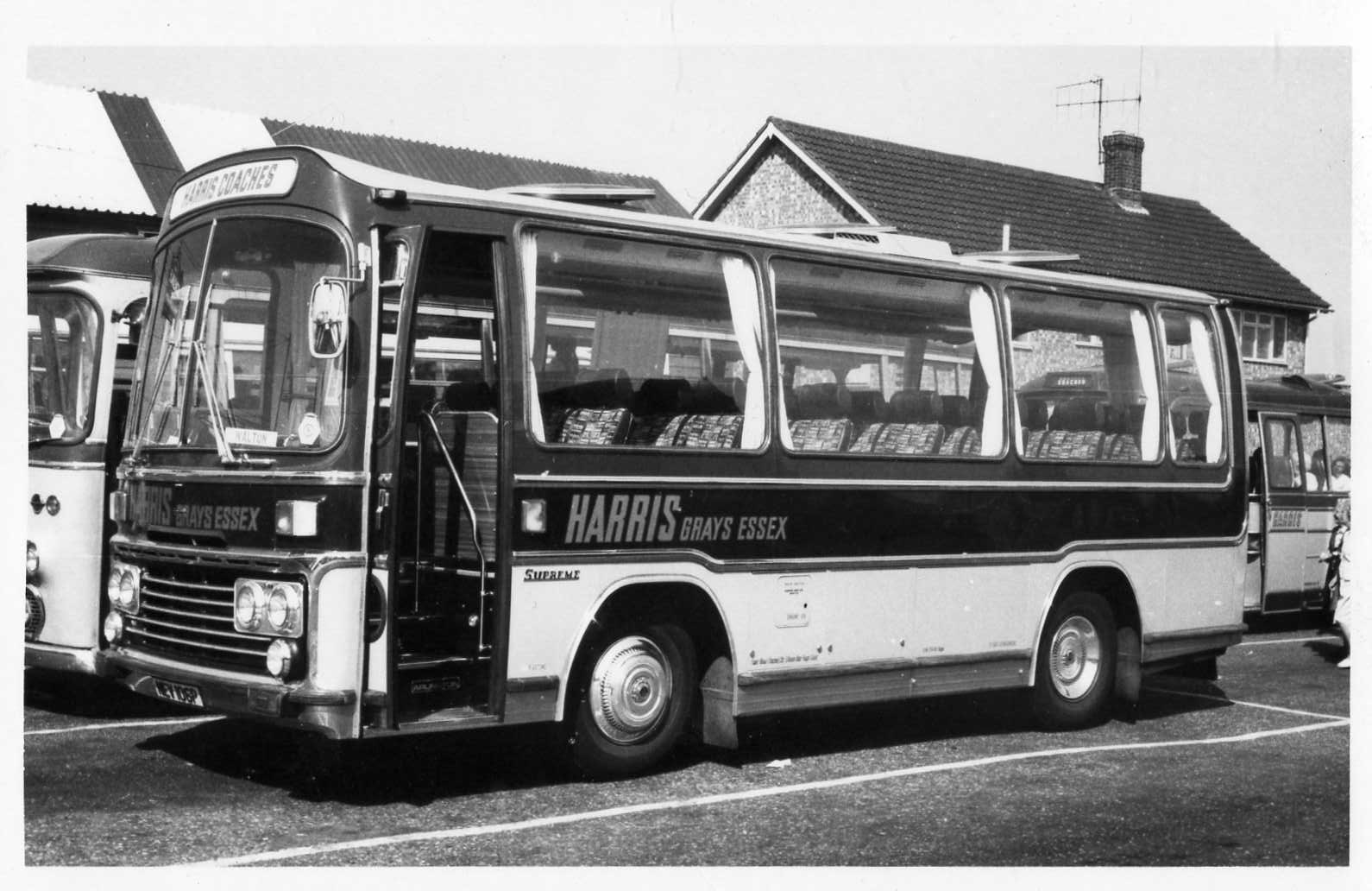
Bristol LHS6L mit Supreme-Reisebusaufbau von Plaxton
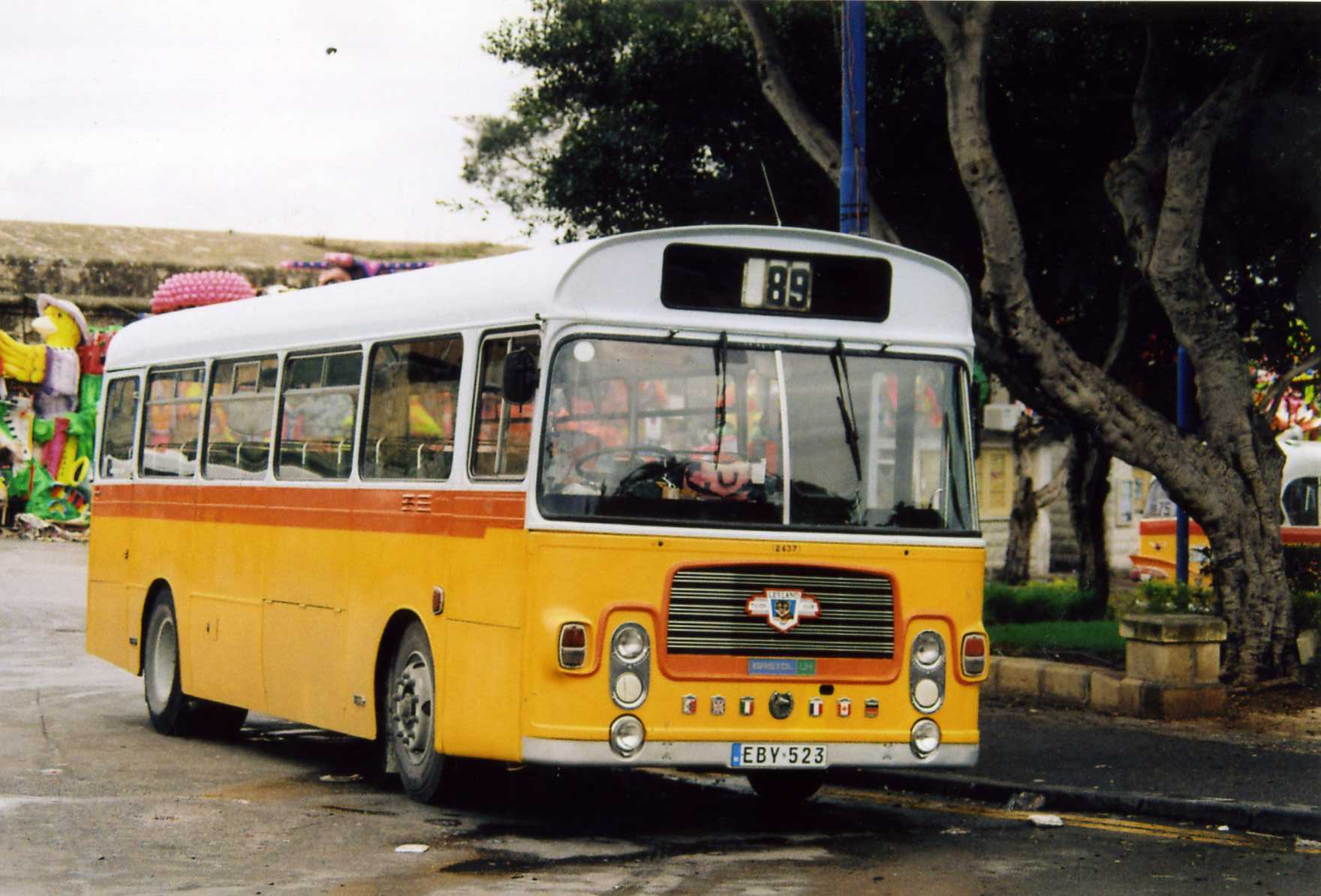
Bristol LH auf Malta